# Курковое (троллейбусное депо, Тула)
Троллейбусное депо «Курко́вое» — единственное троллейбусное депо (парк) Тулы.
Обслуживает все маршруты тульского троллейбуса.

## История
Открытие парка состоялось в 1962 году. В парк первоначально поступило 25 машин ЗиУ-5.
В 1972 году в парк начинают поступать новые троллейбусы ЗиУ-9. К 1981 году все троллейбусы 
ЗиУ-5 были списаны. Также начинается эксплуатация грузовых троллейбусов КТГ-1 и КТГ-2.
В 1990 году начинается массовое поступление новых машин ЗиУ-682. Однако в связи с распадом СССР возникли затруднения с поставками.
В 1996 году в депо приходит первый шарнирно-сочлененный троллейбус ЗиУ-6205. До 2000 года покупаются еще три таких машины.
В 1998 году в парк приходят две машины АКСМ-101М.
В 2000 году происходит первая массовая поставка троллейбусов за 8 лет. В депо приходят машины ВМЗ-170. Также в 2001 году приходит партия бывших в употреблении шарнирно-сочлененных дуобусов Renault PR180HPU02A1 из Сент-Этьена и Гренобля.
В 2004 году троллейбус переходит новой компании ООО "Тулапассажиртранс". Парк начинает обновляться троллейбусами ВМЗ-5298. В 2007 году начинаются массовые закупки троллейбусов ВЗТМ-5280. К 2007 году списываются все дуобусы. Также приходят 4 б/у ВЗТМ-5284 из Астрахани.
В 2010 году троллейбус возвращается в МУП "Тулгорэлектротранс". В конце 2010 года покупается единственный троллейбус Тролза-5265 «Мегаполис».
В 2012 году приходит партия из 16 троллейбусов ЛиАЗ-5280.
В 2013 году приходит партия из 10 троллейбусов БКМ-420030.
В марте 2013 года пришёл новый троллейбус ТролЗа-5275.03 «Оптима», который вышел на маршруты в апреле.
В 2015 году были списаны все троллейбусы марки ЗиУ и АКСМ.

## Подвижной состав
По состоянию на апрель 2023 года депо эксплуатирует троллейбусы типов:
- Тролза-5265.00 "Мегаполис" - 64 единиц
- ЛИАЗ-5280 (ВЗТМ) - 14 единиц
- ЛИАЗ-5280 - 6 единиц
- Тролза-5275.03 "Мегаполис" - 1 единица
- БКМ-402030 "Витовт" - 10 единиц